# Rastenberg
Rastenberg é uma cidade da Alemanha localizada no distrito de Sömmerda, estado da Turíngia.

## Geografia
A Cidade fica no Sul da cordilheirinha Finne

## Estrutura da Cidade
Apesar da Cidade de Rastenberg há outras aldeias nos arredores que fazem parte da cidade:
- Schafau
- Roldisleben
- Rothenberga
- Bachra